# Tič Nat Han
Tič Nat Han (Thích Nhất Hạnh, rođen kao Hue, 11. oktobar 1926 — Hue, 22. januar 2022) bio je vijetnamski budhistički monah i mirovni aktivista, osnivač tradicije Plam sela.
Tíč Nat Han je proveo najveći deo svog kasnijeg života boraveći u manastiru Plam sela u južnoj Francuskoj, internacionalno putujući radi duhovnih povlačenja i govora. On je skovao termin „angažovani budizam” u svojoj knjizi Vijetnam: Lotus u moru vatre. Nakon dugog prognanstva, dobio je dozvolu da se prvi put vrati u Vijetnam 2005. godine. U novembru 2018. godine on se vratio u Vijetnam kako bi proveo preostale dane u svom „matičnom hramu”, Tu Hieu u blizini Hue.
Nat Han je objavio preko 100 knjiga, uključujući više od 70 na engleskom jeziku. Bio je aktivan je u mirovnom pokretu, i promovisanju nenasilnog rešavanja sukoba. On se takođe uzdržavao od konzumiranja životinjskih proizvoda (veganizam) kao sredstva nenasilja prema životinjama.

## Biografija
Nat Han je rođen kao Ngujen Sjuen Bao, u gradu Hue u centralnom Vijetnamu 1926. godine. Sa 16 godina pristupio je u manastiru obližnjeg hrama Tu Hieu, gde je njegov glavni učitelj bio majstor Zena Tan Kuj Čan Tat. Diplomirao je budističku akademiju Bao Kuok u Centralnom Vijetnamu. Tič Nat Han je prošao kroz obuku u vijetnamskim tradicijama mahajanskog budizma, kao i vijetnamskom Tienu, i dobio potpuno zaređenje kao bikšu 1951. godine.
Preminuo je 22. januara 2022.

## Bibliografija
- Vietnam: Lotus in a sea of fire. New York, Hill and Wang. 1967.
- Being Peace. Parallax Press. 1987. ISBN 978-0-938077-00-8. Спољашња веза у |title= (помоћ),
- The Sun My Heart',
- Our Appointment with Life: Sutra on Knowing the Better Way to Live Alone. Parallax Press. 1990. ISBN 978-1-935209-79-9. Спољашња веза у |title= (помоћ),
- The Miracle of Mindfulness. 1991. ISBN 978-0-7126-4787-8., Rider Books.
- Old Path White Clouds: Walking in the Footsteps of the Buddha. Parallax Press. 1991. ISBN 978-81-216-0675-2. Спољашња веза у |title= (помоћ),
- Hanh, Thich Nhat (1992). Peace Is Every Step: The Path of Mindfulness in Everyday Life. Random House Publishing. ISBN 9780553351392. Спољашња веза у |title= (помоћ), Bantam reissue.
- The Diamond That Cuts Through Illusion, Commentaries on the Prajnaparamita Diamond Sutra. Parallax Press. 1992. ISBN 978-0-938077-51-0. Архивирано из оригинала 06. 02. 2015. г.
- Hermitage Among the Clouds. Parallax Press. 1993. ISBN 978-0-938077-56-5. Спољашња веза у |title= (помоћ),
- Hanh, Thich Nhat (1994). Zen Keys: A Guide to Zen Practice. Harmony/Rodale/Convergent. ISBN 978-0-385-47561-7. Спољашња веза у |title= (помоћ), Harmony.
- Cultivating The Mind Of Love. 1996. ISBN 978-81-216-0676-9. Спољашња веза у |title= (помоћ), Full Circle.
- Hanh, Thich Nhat (децембар 2009). The Heart Of Understanding: Commentaries on the Prajnaparamita Heart Sutra. Parallax Press. ISBN 9781888375923. Архивирано из оригинала 26. 09. 2019. г., Full Circle. 1997.  978-81-216-0703-2..  (2005 Edition)
- Transformation and Healing: Sutra on the Four Establishments of Mindfulness. 1997. ISBN 978-81-216-0696-7. Спољашња веза у |title= (помоћ), Full Circle.
- Living Buddha, Living Christ. 1997. ISBN 978-1-57322-568-7. Спољашња веза у |title= (помоћ), Riverhead Trade.
- Hanh, Thich Nhat (1997). True Love: A Practice for Awakening the Heart. Shambhala Publications. ISBN 978-1-59030-404-4.
- Hanh, Thich Nhat (1999). Fragrant Palm Leaves: Journals, 1962–1966. Penguin. ISBN 978-1-57322-796-4. Спољашња веза у |title= (помоћ), Riverhead Trade.
- Going Home: Jesus and Buddha as Brothers. 1999. ISBN 978-1-57322-145-0. Спољашња веза у |title= (помоћ), Riverhead Books.
- Hanh, Thich Nhat (1999). The Heart of the Buddha's Teaching. Harmony/Rodale/Convergent. ISBN 978-0-7679-0369-1. Спољашња веза у |title= (помоћ), Broadway Books.
- The Miracle of Mindfulness: A Manual on Meditation. Beacon Press. 1999. ISBN 978-0-8070-1239-0., (Vietnamese: Phép lạ c̉ua sư t̉inh thưc).
- The Raft Is Not the Shore: Conversations Toward a Buddhist/Christian Awareness. 2000. ISBN 978-1-57075-344-2. Спољашња веза у |title= (помоћ), Daniel Berrigan (Co-author), Orbis Books.
- Thich, Hanh Nhat (2000). The Path of Emancipation: Talks from a 21-Day Mindfulness Retreat. Full Circle. ISBN 978-81-7621-189-5. Спољашња веза у |title= (помоћ), Unified Buddhist Church.
- Hanh, Thich Nhat (2001). A Pebble in Your Pocket. Full Circle. ISBN 978-81-7621-188-8. Спољашња веза у |title= (помоћ), Full Circle Publishing.
- Thich Nhat Hanh: Essential Writings. 2001. ISBN 978-1-57075-370-1. Спољашња веза у |title= (помоћ), Robert Ellsberg (Editor), Orbis Books.
- Hanh, Thich Nhat (2002). Anger: Wisdom for Cooling the Flames. Penguin. ISBN 978-1-57322-937-1. Спољашња веза у |title= (помоћ), Riverhead Trade.
- Be Free Where You Are. Parallax Press. 2002. ISBN 978-1-888375-23-7. Спољашња веза у |title= (помоћ),
- Hanh, Thich Nhat (2003). No Death, No Fear. Penguin. ISBN 978-1-57322-333-1. Спољашња веза у |title= (помоћ), Riverhead Trade reissue.
- Touching the Earth: Intimate Conversations with the Buddha. Parallax Press. 2004. ISBN 978-1-888375-41-1. Спољашња веза у |title= (помоћ),
- Teachings on Love. 2005. ISBN 978-81-7621-167-3. Спољашња веза у |title= (помоћ), Full Circle Publishing.
- Understanding Our Mind. 2006. ISBN 978-81-7223-796-7. Спољашња веза у |title= (помоћ), HarperCollins.
- Buddha Mind, Buddha Body: Walking Toward Enlightenment. Parallax Press. 2007. ISBN 978-1-888375-75-6. Спољашња веза у |title= (помоћ),
- The Art of Power. HarperOne. year=2007. ISBN 978-0-06-124234-2. Архивирано из оригинала 17. 05. 2019. г. Приступљено 05. 01. 2020., HarperOne.
- Under the Banyan Tree. 2008. ISBN 978-81-7621-175-8. Спољашња веза у |title= (помоћ), Full Circle Publishing.
- Mindful Movements: Ten Exercises for Well-Being. Parallax Press. 2008. ISBN 978-1-888375-79-4. Спољашња веза у |title= (помоћ),
- The Blooming of a Lotus. Beacon Press. 2009. ISBN 9780807012383.,
- Savor: Mindful Eating, Mindful Life. HarperOne. 2010. ISBN 978-0-06-169769-2.
- Reconciliation: Healing the Inner Child. Parallax Press. 2010. ISBN 978-1-935209-64-5. Спољашња веза у |title= (помоћ),
- You Are Here: Discovering the Magic of the Present Moment. 2010. ISBN 978-1590308387. Спољашња веза у |title= (помоћ), Shambhala Publications.
- The Novice: A Story of True Love. 2011. ISBN 978-0-06-200583-0. Спољашња веза у |title= (помоћ), HarperCollins.
- Tič Nat Han на веб-сајту  (језик: енглески)
- Your True Home: The Everyday Wisdom of Thich Nhat Hanh. 2011. ISBN 978-1-59030-926-1. Спољашња веза у |title= (помоћ), Shambhala Publications.
- Fear: Essential Wisdom for Getting Through the Storm. year=2012. ISBN 978-1846043185. Архивирано из оригинала 17. 05. 2019. г. Приступљено 05. 01. 2020., HarperOne.
- The Pocket Thich Nhat Hanh. 2012. ISBN 978-1-59030-936-0. Спољашња веза у |title= (помоћ), Shambhala Pocket Classics.
- The Art of Communicating. 2013. ISBN 978-0-06-222467-5. Спољашња веза у |title= (помоћ), HarperOne.
- How to Sit. Palrallax Press. 2014. ISBN 978-1937006587. Спољашња веза у |title= (помоћ),
- How to Eat. Parallax Press. 2014. ISBN 978-1937006723. Спољашња веза у |title= (помоћ),
- No Mud, No Lotus: The Art of Transforming Suffering. Parallax Press. 2014. ISBN 978-1937006853. Архивирано из оригинала 15. 04. 2016. г. Приступљено 05. 01. 2020.,
- How to Love. Parallax Press. 2014. ISBN 978-1937006884. Спољашња веза у |title= (помоћ),
- Is nothing something? : kids' questions and zen answers about life, death, family, friendship, and everything in between. Parallax Press. 2014. ISBN 978-1-937006-65-5. Спољашња веза у |title= (помоћ),
- „Silence: The Power of Quiet in a World Full of Noise”. Архивирано из оригинала 17. 05. 2019. г. Приступљено 05. 01. 2020., HarperOne (1705), 2015, ASIN: B014TAC7GQ
- How to Relax. Parallax Press. 2015. ISBN 978-1941529089. Спољашња веза у |title= (помоћ),
- Old Path, White Clouds: Walking in the Footsteps of the Buddha. 2016. ISBN 978-1504615983. Спољашња веза у |title= (помоћ) Blackstone Audio, Inc..
- At Home in the World: Stories and Essential Teachings from a Monk's Life. Parallax Press. 2016. ISBN 9781941529423. Спољашња веза у |title= (помоћ) with Jason Deantonis (Illustrator),
- The Other Shore: A New Translation of the Heart Sutra with Commentaries. Palm Leaves Press. 2017. ISBN 978-1-941529-14-0. Спољашња веза у |title= (помоћ),
- How to Fight. Parallax Press. 2017. ISBN 978-1941529867. Спољашња веза у |title= (помоћ),
- The Art of Living: Peace and Freedom in the Here and Now. 2017. ISBN 978-0062434661. Спољашња веза у |title= (помоћ), HarperOne.